# Нікелевий чавун
Ні́келевий чаву́н (англ. nickel iron) — легований чавун з пластинчастим або кулястим графітом, що містить від 0,3-0,7 до 19-21 % Ni. Наявність нікелю у чавуні сприяє інтенсифікації процесів графітизації.

## Марки
Деякі марки нікелевого чавуну: ЧНХТ, ЧНХМД, ЧН15Д7, ЧН15Д3ХШ, ЧН19Х3Ш, ЧН20Д2Ш.
Із підвищенням вмісту Ni, Mn та Cu зростає аустенізація структури нікелевого чавуну. Високолегований чавун з аустенітною структурою ще носить назву «нірезист» (англ. Ni Resist cast iron, від слів нікель і латинського resist — «чинити опір») — немагнітний, жароміцний, корозіє- і холодостійкий матеріал. Вирізняються від звичайних сірих чавунів вищими механічними властивостями. Умови утворення аустеніту характеризуються формулою вмісту у нірезисті хімічних елементів: %Ni + 2,5 %Mn + %Cu ≥ 18 %. Марки чавуну, що належать до групи нірезистів: ЧН15Д7, ЧН15Д7Х2, ЧН15Д3Ш, ЧН19ХЗШ

## Властивості
Залежно від марок нікелеві чавуни мають такі механічні властивості:
- твердість НВ 140…286;
- границя міцності при розтягу σв не менше 178…392 МПа;
- відносне видовження δ до 4 %.

## Використання
Нікелевий чавун використовують як немагнітний, корозієтривкий, зносостійкий, жароміцний та холодостійкий матеріал. Нікелеві чавуни також успішно застосовують для деталей, що працюють у морській воді та 20%-ному розчині NaCl.
Основні властивості та застосування окремих марок нікелевих чавунів:
а) низьколеговані чавуни: ЧНХТ має високі механічні властивості, зносо- та корозійну стійкість у слабко лужних і газових середовищах (продукти згоряння пального, технічний кисень) і водних розчинах. Виготовляють маслоти поршневих компресійних і маслознімних кілець, сідла й напрямні втулки клапанів дизельних двигунів та газомотокомпресорів. Деталі виладжувальних пресів та млинів бумагороробних машин.
ЧНХМД має високі механічні властивості, зносо- та корозійну стійкість у слабко лужних і газових середовищах (продукти згоряння пального, технічний кисень) і водних розчинах. Виготовляють блоки та головки циліндрів, випускні патрубки двигунів внутрішнього згоряння, парових турбін. Поршні та гільзи циліндрів тепловозних та суднових дизелів, деталі кисневих та газомотокомпресорів, деталі бумагоробних машин.
ЧНМК має високі механічні властивості, зносо- та корозійну стійкість у слабко лужних і газових середовищах (продукти згоряння пального, технічний кисень) і водних розчинах та розплавах каустику. Виготовляють різноманітні типи зубчастих коліс, циліндри двигунів, абразивні диски, дроселі, холодильні циліндри і вали бумаго-, картоноробних та сушильних машин, матриці штампувальних пресів.
ЧНМШ має підвищенні механічні властивості і термостійкість при температурі експлуатації до 773 К. Виготовляють кришки і днища циліндрів дизельних двигунів, головки поршнів, маслоти поршневих кілець, холодильні циліндри і вали бумаго-, картоноробних і сушильних машин.
ЧН2Х має високі механічні властивості, зносо- і корозійну стійкість у слабко лужних і газових середовищах (продукти згоряння пального, технічний кисень), водних розчинах і розплавах каустика Виготовляють різні типи зубчастих коліс, циліндри двигунів, абразивні диски, дроселі, холодильні циліндри і вали бумаго-, картоноробних і сушильних машин, матриці штампувальних пресів
ЧН4Х2 має високу стійкість до абразивного зношування та стирання. Виготовляють зносостійкі деталі машин, що перекачують абразивні суміші, футеровки млинів, пилопроводів, розмелювальні валки і кулі, сопла, склізи, грохоти.
б) високолеговані чавуни: ЧН15Д3Ш, ЧН15Д7 мають високу корозійну та ерозійну стійкість у лугах, слабких розчинах кислот, сірчаній кислоті будь-якої концентрації при температурі вище від 323 К, у морській воді, у середовищі перегрітої водяної пари. Чавун має високий коефіцієнт термічного розширення, може бути парамагнітним при низькому вмісті хрому. Виготовляють насоси, вентилі та інші деталі для нафтодобувної, хімічної і нафтопереробної промисловості та арматуробудування. Також виготовляють немагнітні литі деталі електротехнічної промисловості, вставки гільз циліндрів, головки поршнів, сідла і напрямні втулки клапанів та випускні колектори двигунів внутрішнього згоряння.
ЧН19Х3Ш, ЧН11Г7Ш характеризуються жароміцністю при температурі до 873 К, високою корозійною і ерозійною стійкістю у лугах, слабких розчинах кислот, сірчаній кислоті будь-якої концентрації при температурі понад 323 К, у морській воді, у середовищі перегрітої водяної пари. Чавун має високий коефіцієнт термічного розширення, може бути парамагнітним при низькому вмісті хрому. Виготовляють випускні колектори, клапанні напрямні, корпуси турбонагнітачів у газових турбінах, головки поршнів, корпуси насосів, вентилі і немагнітні деталі.
ЧН20Д2Ш має високі механічні властивості при температурі до 173 К. Чавун має високу ударну в'язкість на зразках з гострим надрізом (метод випробування за Шарпі) і може пластично деформуватись у холодному стані. Виготовляють насоси та інші деталі для нафтопереробної і нафтодобувної промисловості, деталі паливної арматури.